# Kategorizacija
Kategorizacija ali kategorično mišljenje se nanaša na kognitivno sposobnost intuitivnega razvrščanja različnih entitet (predmetov, živih bitij, procesov, abstraktov) in njihove podreditve ustreznim skupnim pojmom (kategorijam). Kategorije so osnovane na določenih podobnostih ali preko primerjave s teoretičnim predznanjem. Oblikovanje kategorij je temeljni proces pri interpretaciji in vrednotenju zaznavne vsebine, razumevanju konceptov in predmetov, v procesih odločanja in v vseh vrstah interakcije z okoljem.  Posledično veljajo kategorije za enega od »osnovnih konceptov našega mišljenja« 
Izraza kategorizacija in klasifikacija oz. razvrščanje se pogosto uporabljata z enakim pomenom – v ožjem smislu pa je klasifikacija zavestno načrtno urejanje znanja v okviru konkretnega opazovanja po objektivnih, enotnih merilih (pogosto v matematiki, naravoslovju in tehniki). Nasprotno pa se kategorizacija nanaša na nezavedni, intuitivni ali tradicionalni proces oblikovanja razreda za vse predmete ali dogodke v vsakdanjem zaznavanju. Ta sposobnost se v filozofiji, psihologiji, etnologiji in drugih antropoloških vedah obravnava kot bistvena podlaga človekovega kulturnega razvoja.   
V nasprotju z razredi pri klasifikaciji so vsakdanje kategorije polne izjem: ne veljajo vse lastnosti, ki določajo kategorijo, ampak le dovolj veliko število (npr. noji ne morejo leteti, a jih tudi otroci uvrščajo med ptice).